# Nentón (kommunhuvudort)
Nentón är en kommunhuvudort i Guatemala.   Den ligger i departementet Departamento de Huehuetenango, i den västra delen av landet, 180 km nordväst om huvudstaden Guatemala City. Nentón ligger 824 meter över havet och antalet invånare är 2 530.
Terrängen runt Nentón är varierad. Runt Nentón är det ganska tätbefolkat, med 160 invånare per kvadratkilometer. Närmaste större samhälle är Jacaltenango, 15,1 km söder om Nentón. I omgivningarna runt Nentón växer huvudsakligen savannskog.